# General Dynamics–Grumman F-111B
General Dynamics/Grumman F-111B je bilo ameriško palubno prestrezniško letalo z dolgim dosegom. F-111B je bil razvit iz bombnika General Dynamics F-111 Aardvark. F-111 je imel veliko novosti kot npr. gibljivo krilo, turboventilatorski motorji z dodatnim zgorevanjem, radar z dolgim dosegom in novejšo oborožitev. F-111B naj bi nasledil F-4 Phantom II, vendar ni vstopil v serijsko proizvodnjo.

## Specifikacije (F-111B predproizvodna verzija)
Splošne karakteristike
- Posadka: 2 (pilot in operater bojnih sistemov)
- Dolžina: 68 ft 10 in (20,98 m)
- Razpon kril: 

  - Razprta krila: 70 ft (21,3 m)
  - Zložena krila: 33 ft 11 in (10,34 m)
- Višina: 15 ft 9 in (4,80 m)
- Površina kril: 

  - Razprta krila: 655,5 ft² (60,9 m²)
  - Zložena krila: 550 ft² (51,1 m²)
- Aeroprofil: NACA 64-210.68 koren, NACA 64-209.80 konec krila
- Teža praznega letala: 46100 lb (20910 kg)
- Naložena teža: 79000 lb (35800 kg)
- Maks. vzletna teža: 88000 lb (39900 kg)
- Pogon letala: 2 × Pratt & Whitney TF30-P-3 turbofan z dodatnim zgorevanjem
  - Potisk motorjev (suh): 10750 lbf (47,8 kN)  vsak
  - Potisk motorjev z dodatnim zgorevanjem: 18500 lbf (82,3 kN) vsak

 Zmogljivost 
- Maks. hitrost: Mach 2,2 (1450 mph, 2330 km/h)
- Doseg: 2100 milj (1830 nmi, 3390 km) ; s šestimi raketami AIM-54 in 23000 lb goriva v notranjosti
- Največji doseg: 3200 milj (2780 nmi, 5150 km) ; z 2 x 450 am. galonskima odvrgljivima rezervoarjema
- Višina leta: 65000 ft (19800 m)
- Hitrost vzpenjanja: 21300 ft/min (108 m/s)
- Obremenitev kril: 

  - Razprta krila: 120 lb/ft² (586 kg/m²)
  - Zložena krila: 144 lb/ft² (703 kg/m²)
- Razmerje potisk/teža: 0,47

Oborožitev

- Strelno orožje: 1× M61 Vulcan 20 mm (0.787 in) Gatlingov top (opcija)
- Nosilci za orožje: 6x podkrilni nosilci
- Izstrelki: 6 x AIM-54 Phoenix rakete zrak-zrak

Letalska elektronika

- AN/AWG-9 Pulse-Doppler radar